# Mirabeau (cratère)
Pour les articles homonymes, voir Mirabeau.
Mirabeau est le nom d'un cratère d'impact présent sur la surface de Vénus. 
Le cratère a ainsi été nommé par l'Union astronomique internationale en 1994 en hommage à l'écrivaine française Sibylle Riquetti de Mirabeau, dite Gyp.  
Son diamètre est de 23,8 km. Il se situe dans la région du quadrangle de Devana Chasma (quadrangle V-29).